# Épine
Pour les articles homonymes, voir Épine (homonymie) et L'Épine.
Ne doit pas être confondu avec les aiguillons.

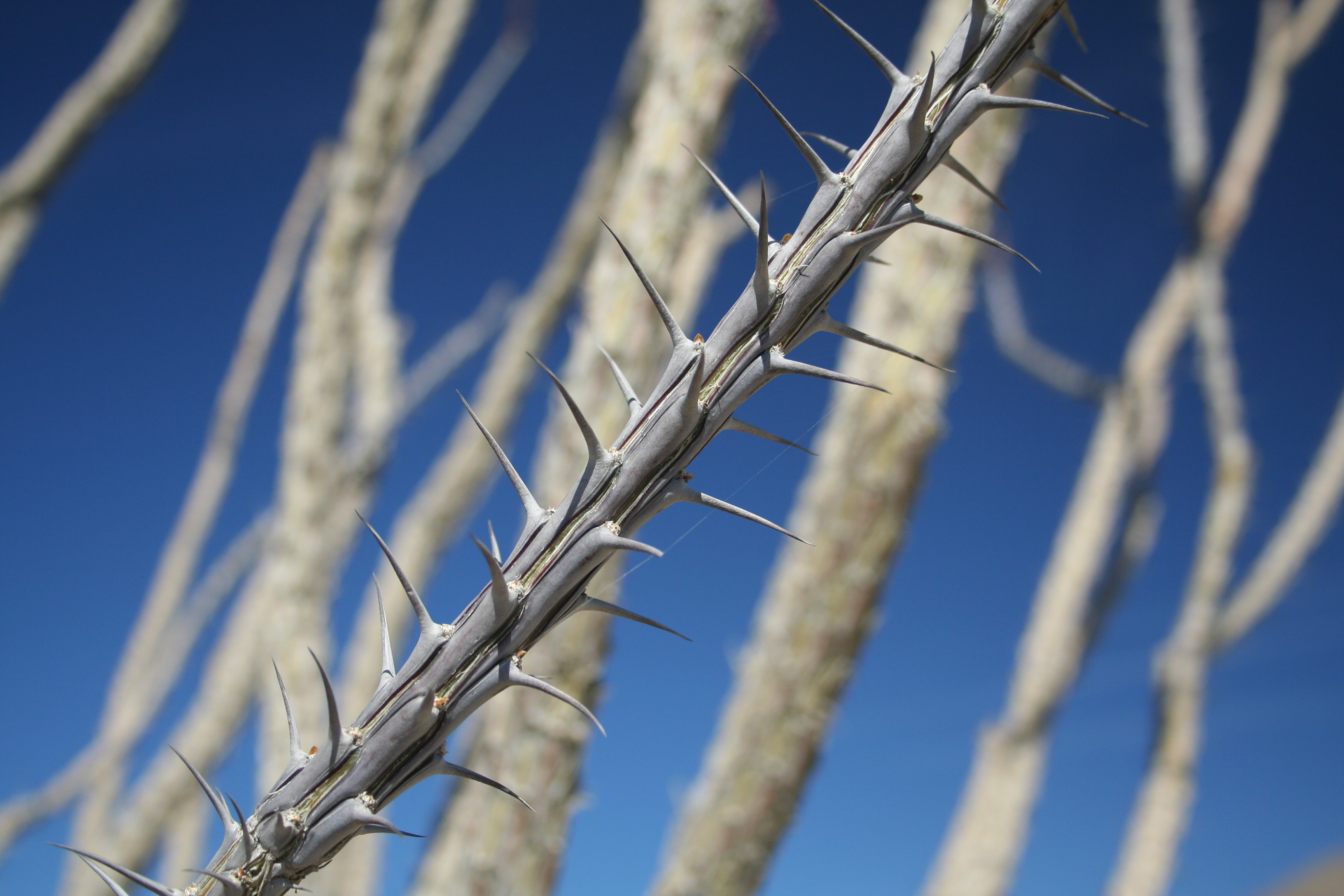
Épines dOcotillo.

En botanique, une épine est un piquant issu de la métamorphose d'organes végétatifs, tels que les racines, la tige, les stipules, et le plus souvent les feuilles modifiées (cataphylles) qui n'ont pas de rôle photosynthétique mais sont spécialisées dans la défense des plantes contre les herbivores. En forme d'excroissance pointue et dure faisant corps avec le bois de la tige, des rameaux ou autres organes (dits épineux), l'épine ne peut être détachée sans déchirure des fibres. On trouve les épines sur de nombreux arbres (aubépine, févier d'Amérique) et arbustes des régions arides (Ocotillo).
Les feuilles persistantes en aiguille rencontrées chez de nombreuses espèces de Conifères sont appelées improprement épines, leur dénomination botanique étant l'aiguillon qui désigne spécifiquement une feuille allongée, étroite et pointue (dite aciculée).
Lorsque cet organe est absent d'une plante, celle-ci est qualifiée d'inerme.

## Rôle

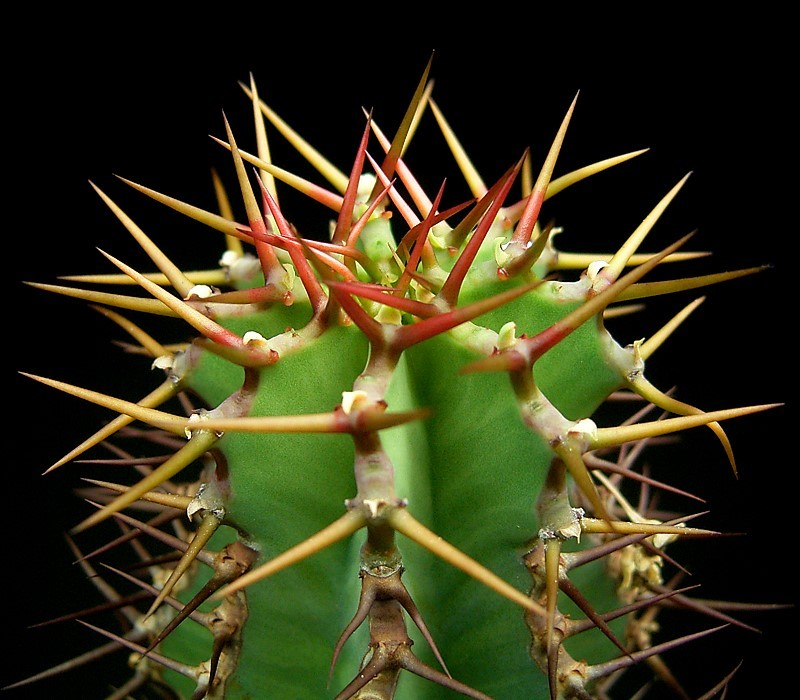
Les épines de l'Euphorbe rappellent celles du cactus et sont une adaptation aux milieux très chauds

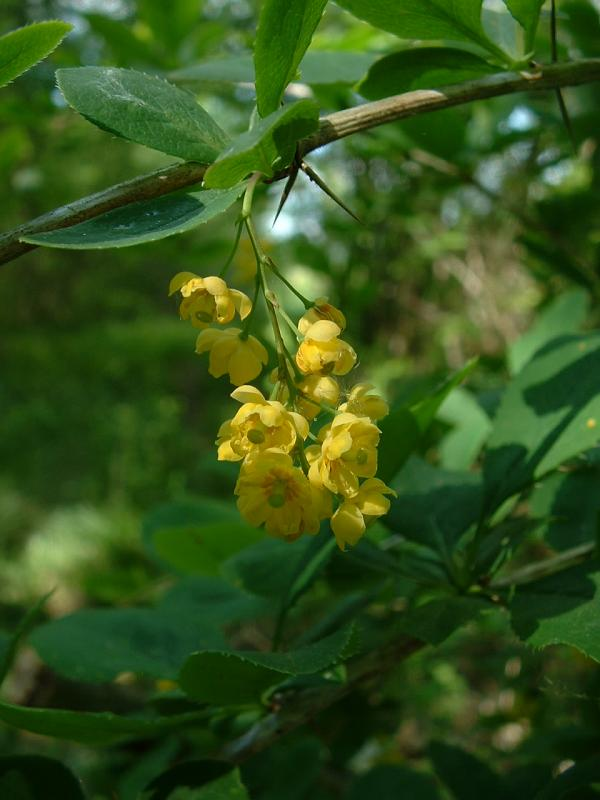
Feuilles en épines sur épine-vinette.

Les épines sont présentes sur de nombreux végétaux et servent d'organe de protection contre les herbivores.
Les épines des cactus et des ajoncs sont des feuilles modifiées. Leur adaptation au milieu aride est remarquable. Leur structure interne est partiellement creuse. Ainsi, les épines de cactus peuvent être à la fois rigides et légères. Le vide contenu dans les épines permet d'une part de protéger la plante contre la chaleur car les rayons du soleil ne chauffent pas les épines autant qu'ils le feraient pour une structure homogène et d'autre part de faire pénétrer l'eau de pluie ou de condensation limitant ainsi les pertes hydriques. Enfin, la surface réduite limite les pertes d'eau par évapotranspiration.

## Épines ou aiguillons?

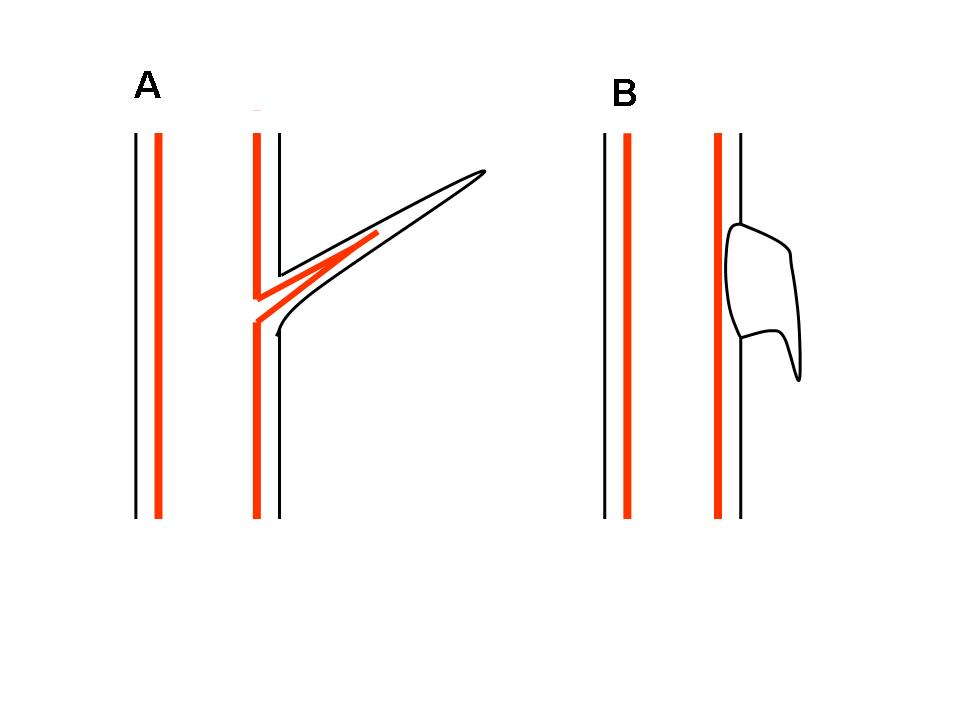
Différence entre épine (A) et aiguillon (B).

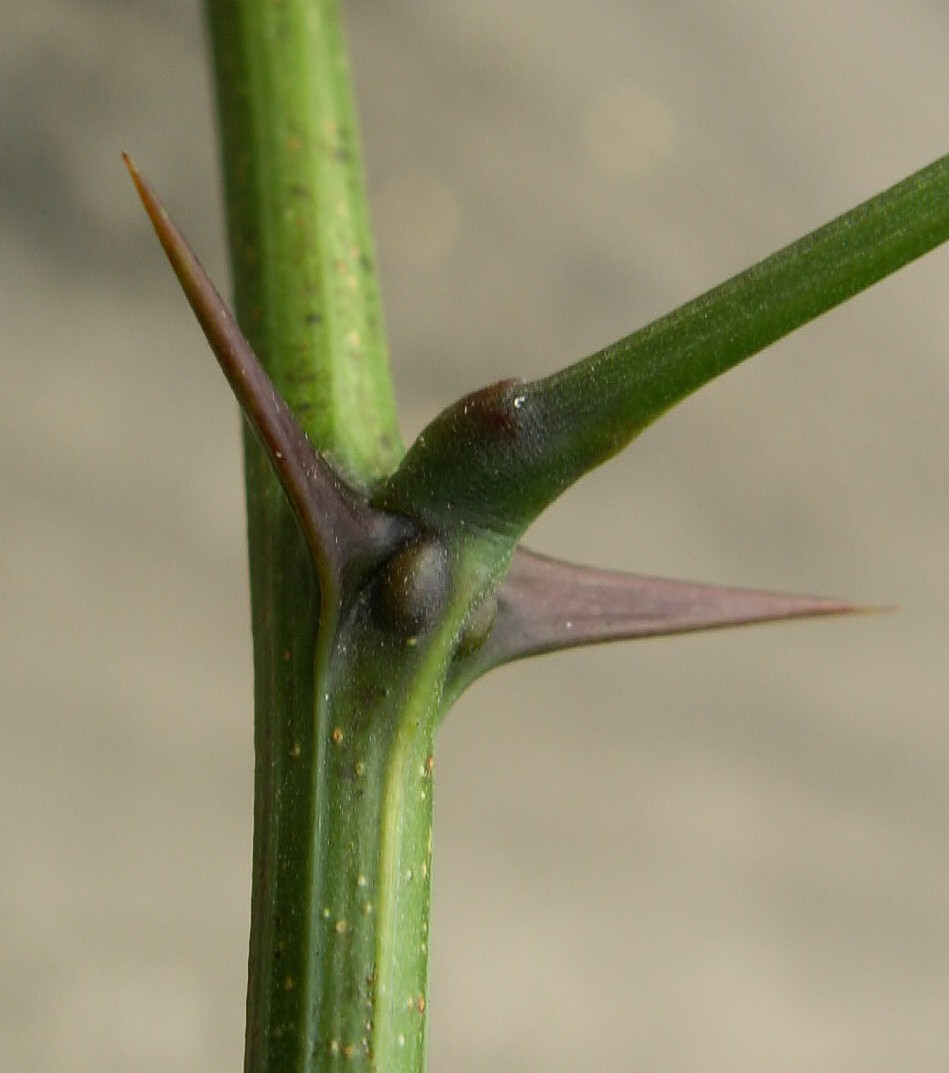
Stipules épines sur Robinier.

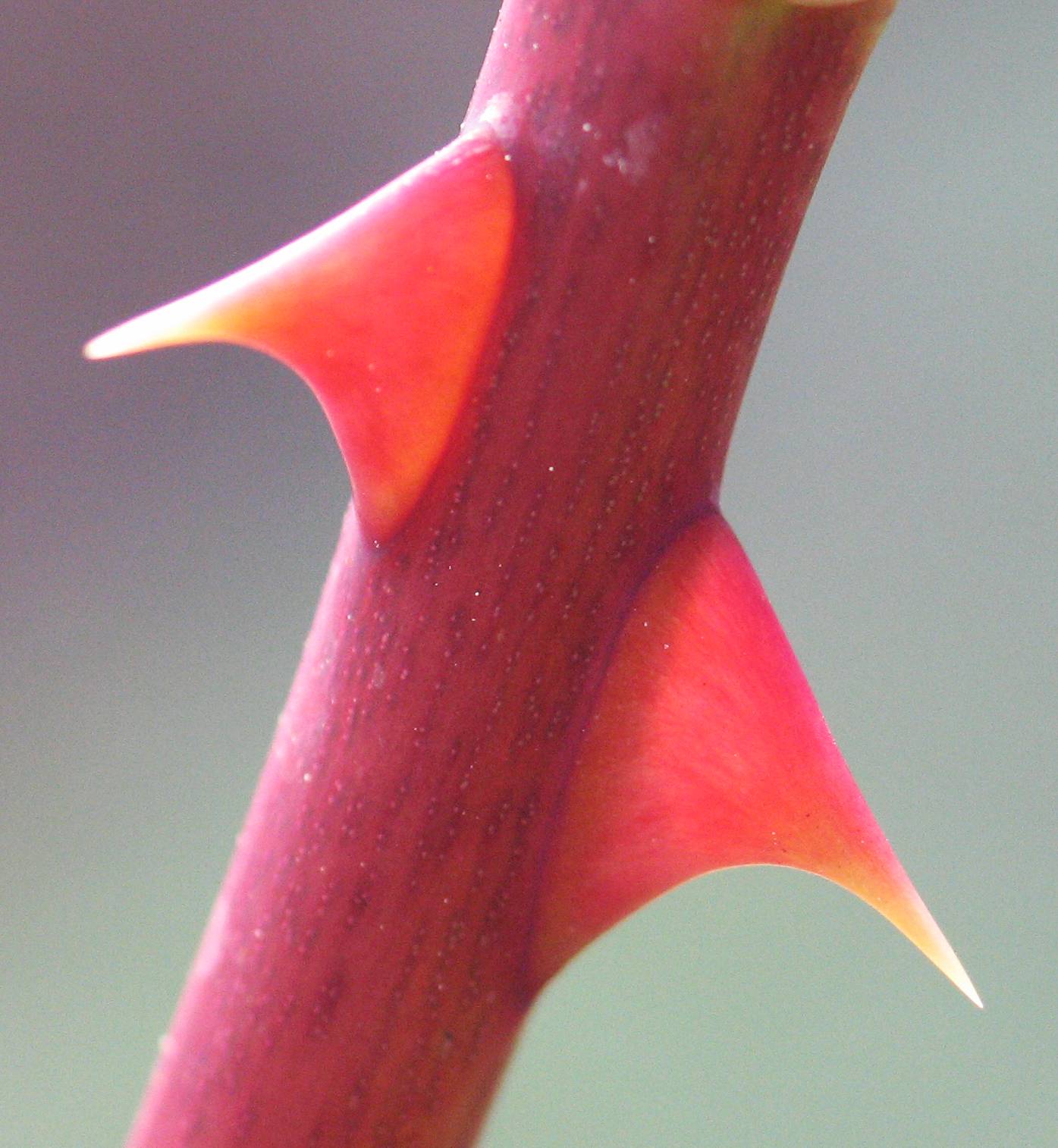
Aiguillons sur une tige de rosier.

On distingue les épines des aiguillons en fonction de l'organe qui leur a donné naissance par adaptation. L'épine fait corps avec la plante et, sur les arbres, naît du corps ligneux ; l'aiguillon naît de l'épiderme et se détache, par simple pression du doigt, sans « blesser » la plante.
Racines épinesCe sont des sortes de racines adventives que l'on trouve chez certaines plantes épiphytes et certains palmiers comme Cryosophila nana.
Épines caulinairesÉpines issues de la transformation d'un bourgeon ou d'une stipule. Il s'agit de tiges axillaires dont le point végétatif a avorté prématurément. Les feuilles et bourgeons latéraux qui lui sont liés sont toujours réduits. La forte lignification et leur grande dureté en font les épines les plus fréquentes.
Feuilles en épinesil s'agit d'une adaptation de la feuille dont le limbe n'est pas développé. Le sclérenchyme est abondant et la lignification fréquente. On trouve cette adaptation par exemple chez l'épine-vinette.
Stipules épinesla stipule subit les mêmes modifications que les feuilles en épines. Les feuilles peuvent alors conserver leur rôle premier comme chez le robinier.
Pétioles épinesendurcissement du pétiole d'une feuille ou foliole le plus souvent en fin de vie (exemple : Astragalus tragacantha).
Aiguillonun aiguillon est un piquant en général moins développé que l'épine. Excroissance dure et acérée, elle est caractérisée par son origine épidermique (épiderme, parenchyme cortical), non vascularisée, si bien qu'il peut se détacher sans que l’écorce de la tige ou du rameau qui la porte soit endommagée. Ex : aiguillon des ronces (Rubus), Rosiers (Rosa). Utilisé aussi par extension, l'aiguillon peut désigner les petites pointes que portent certains organes tels que les fruits, comme ceux de la bogue épineuse du châtaignier.

## Chez les animaux
Chez les animaux, on parlera plus volontiers de « piquant » que d'« épine ». Un piquant isolé sera souvent plutôt appelé « aiguillon » (comme chez les raies de la famille des Dasyatidae), ou « dard » quand il est situé au bout de l'abdomen, notamment chez les insectes.
Les hérissons et les porcs-épics sont dotés de piquants faits de poils agglomérés (kératine), durs et pointus.
Comme leur nom l'indique, une grande partie des échinodermes sont pourvus de piquants : presque tous les oursins et de nombreuses étoiles de mer et ophiures. Chez les oursins, ils sont appelés « radioles » par les scientifiques. Ces piquants sont constituées de monocristaux de calcite particulièrement durs et recouverts d'une fine cuticule ; ils ont cependant la faculté de se briser facilement une fois introduits dans un tissu étranger, augmentant les chances d'infection. Par ailleurs, de nombreuses espèces sont pourvues de glandes à venin, comme les oursins de l'ordre des diadematidae, ainsi que les étoiles de mer de la famille des acanthasteridae.
Chez de nombreux poissons, les premiers rayons de certaines nageoires, notamment la dorsale, peuvent être modifiés en piquants durs, à rôle défensif. C'est notamment le cas chez les espèces de la famille des Scorpaenidae (qui comprend les rascasses), où ces rayons sont modifiés en piquants venimeux, parfois dangereux pour l'homme. Les poissons du genre Diodon, ou « poissons porc-épic », ont pour leur part tout le corps hérissé de piquants érectiles venimeux.

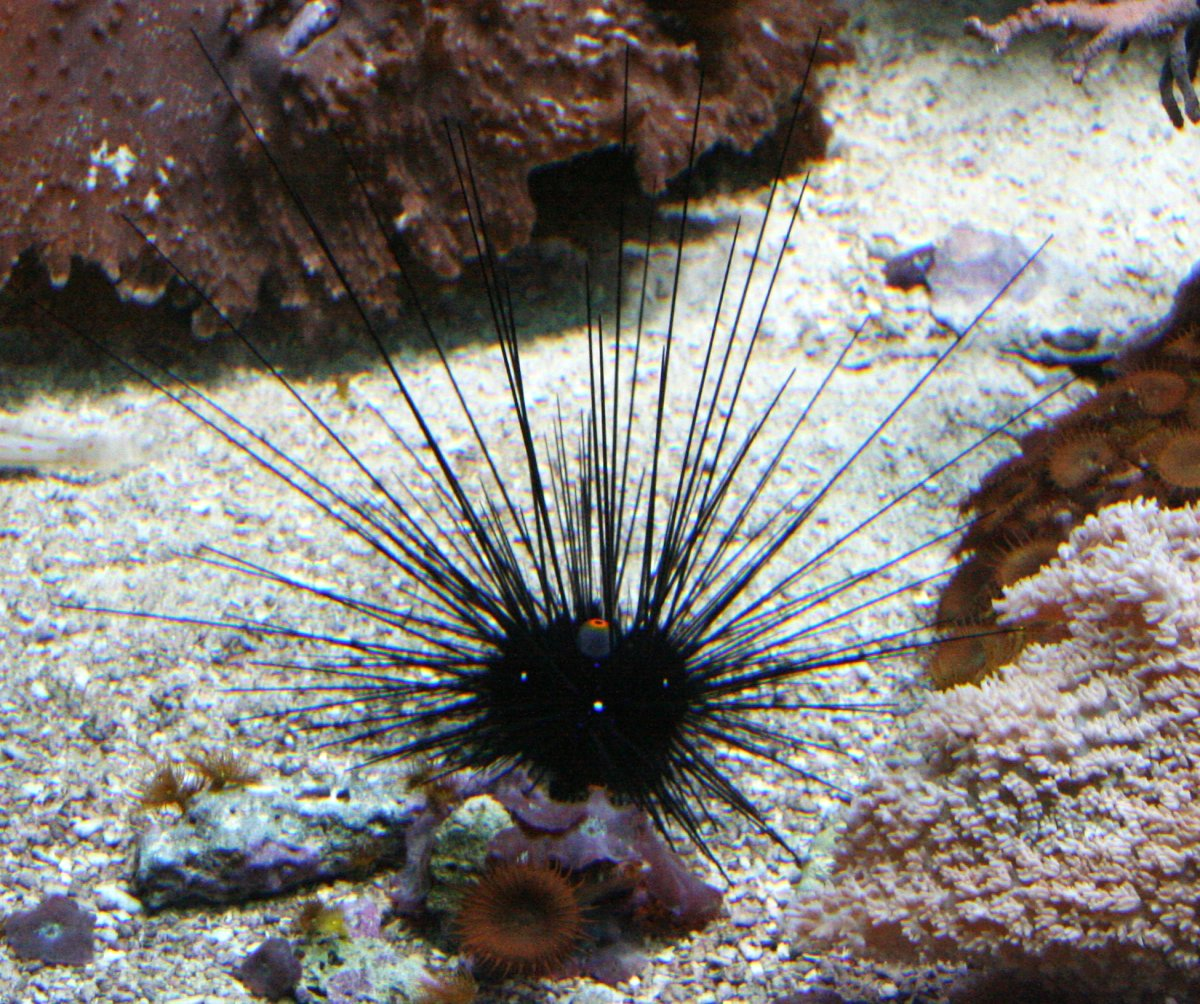
Piquants d'un oursin-diadème.
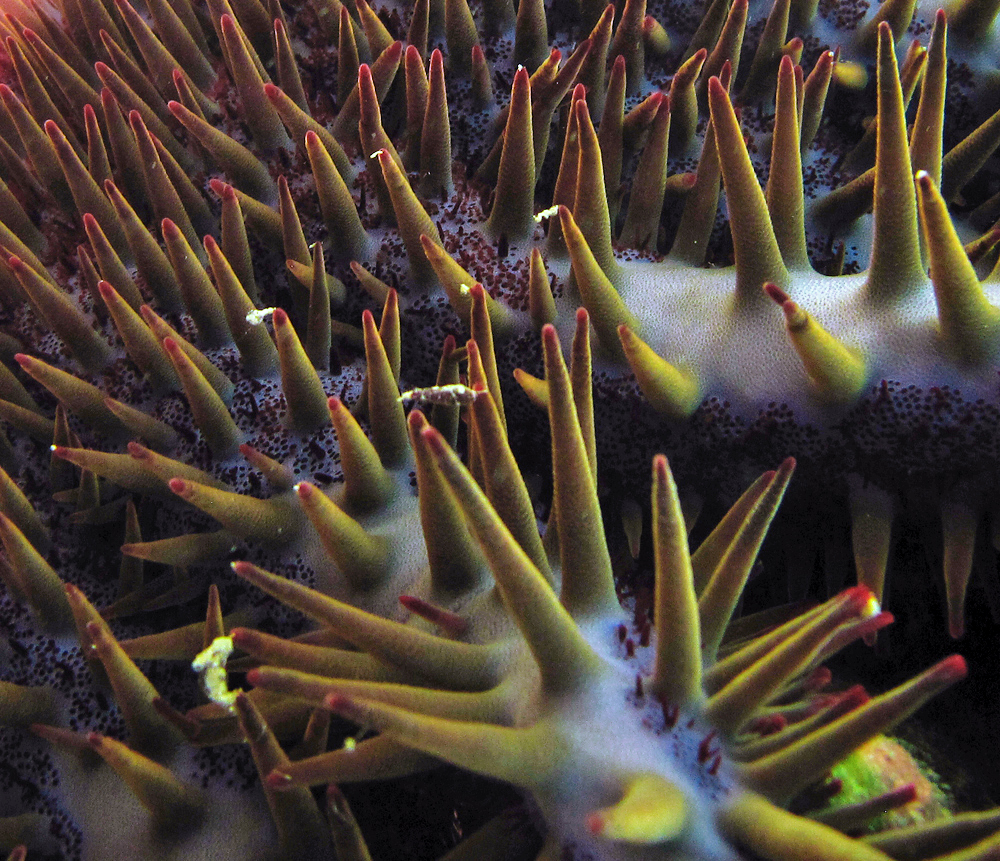
Piquants et venin d'une étoile de mer Acanthaster planci.
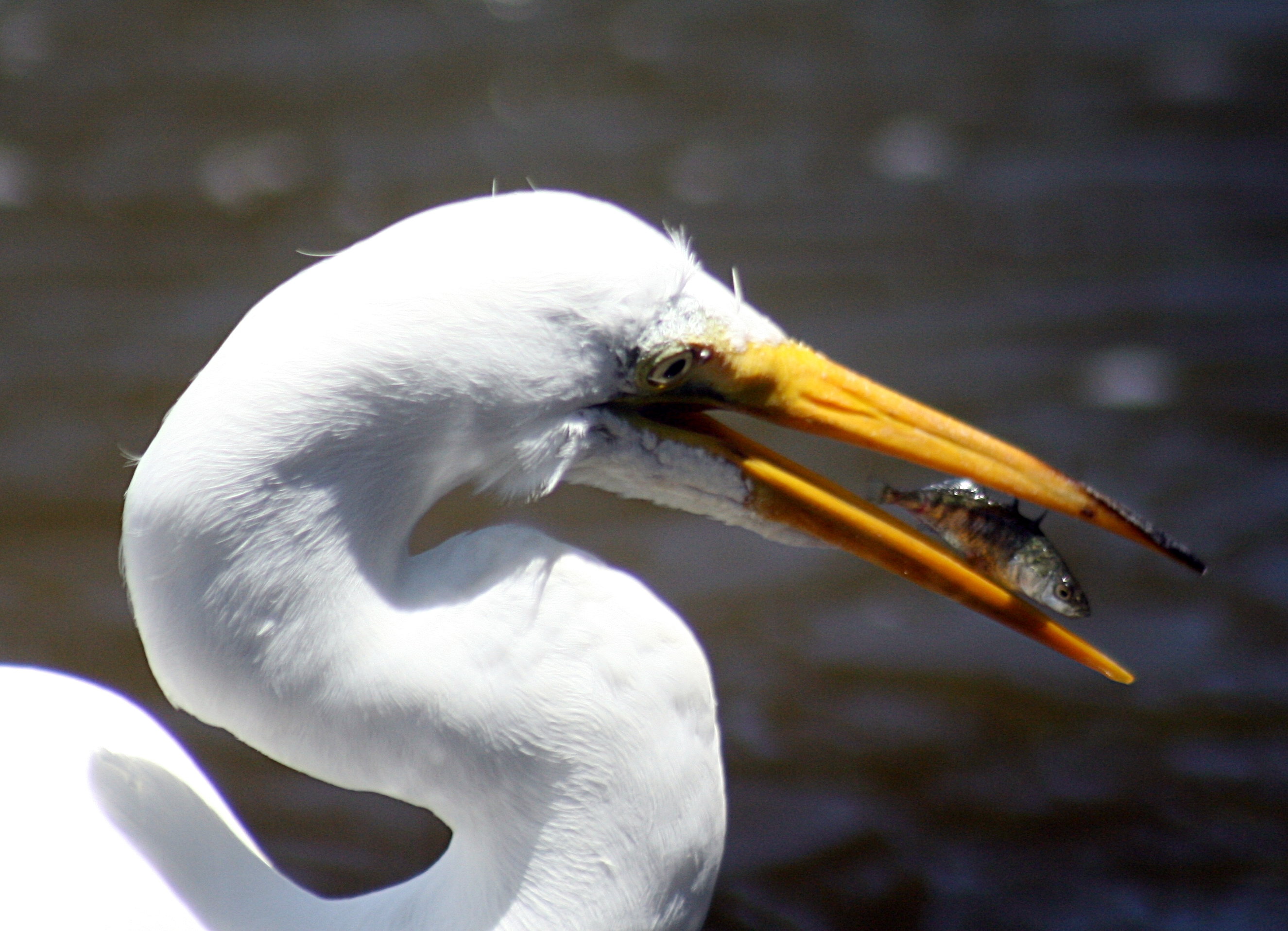
Les épines ont leurs équivalents chez certains vertébrés, ici sur la nageoire dorsale de l'épinoche le protégeant de nombreux prédateurs.
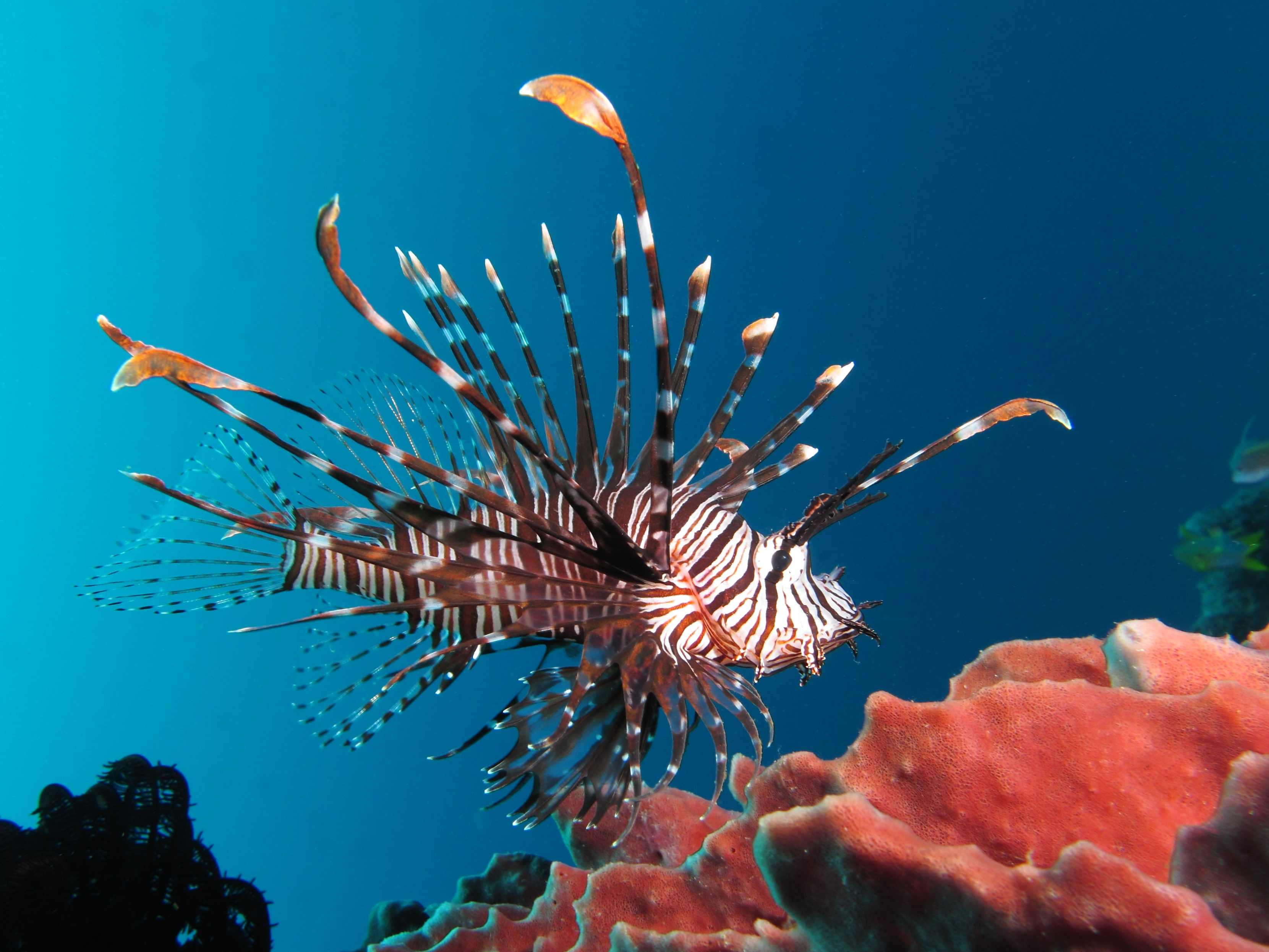
Rascasse volante
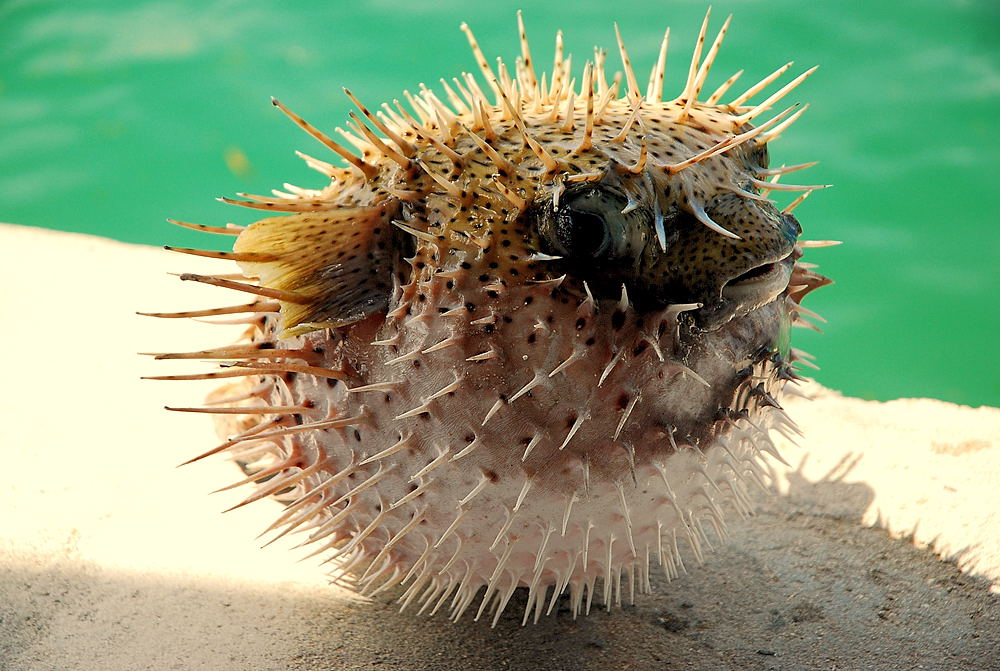
Poisson porc-épic
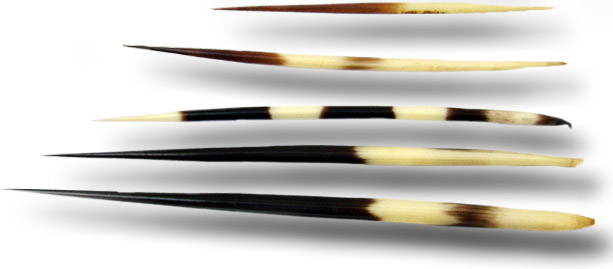
Comme le hérisson, le porc-épic peut infliger des blessures douloureuses grâce à ses piquants durs et orientables.

## Hygiène

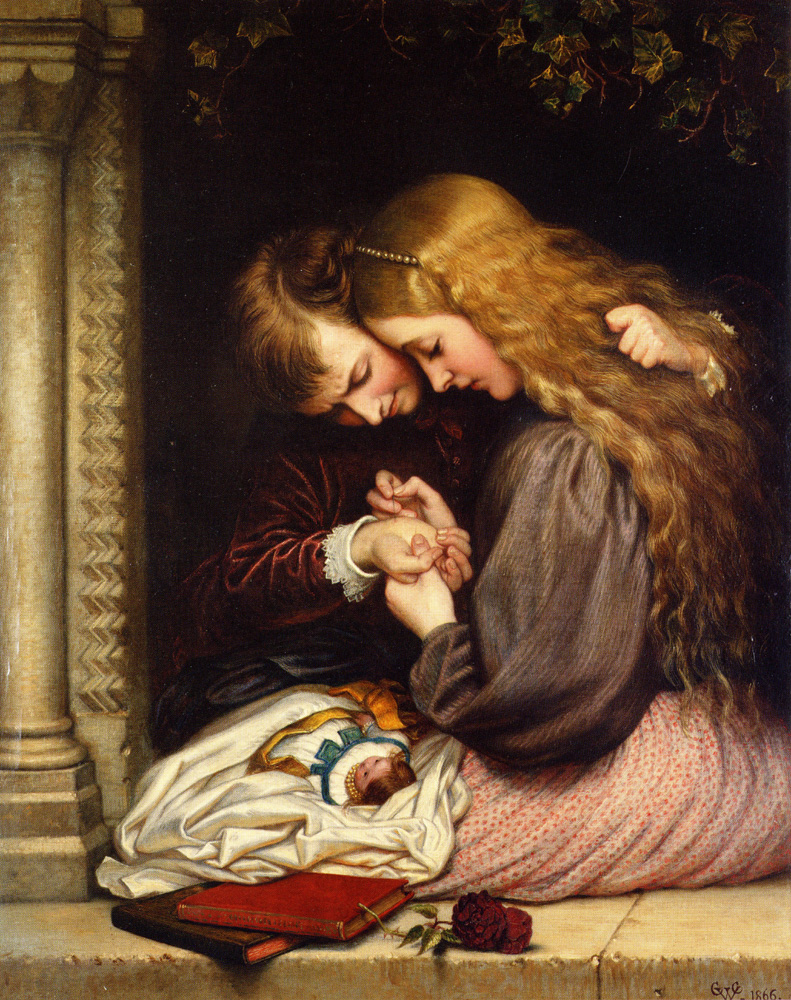
« L'épine »
Charles West Cope 1886.

L'épine en fonction de sa longueur peut occasionner l'introduction d'éléments pathogènes derrière les barrières de protection du derme. La désinfection et la surveillance de ces blessures apparemment bénignes sont donc nécessaires, mais seules les vaccinations notamment contre le tétanos évitent de prendre des risques véritablement mortels surtout si de la terre peut avoir été en contact avec l'épine notamment au niveau de la peau elle-même.